# Омисси
Омисси́ (фр. Omissy) — коммуна во Франции, находится в регионе Пикардия. Департамент коммуны — Эна. Входит в состав кантона Сен-Кантен-2. Округ коммуны — Сен-Кантен.
Код INSEE коммуны — 02571.

## Население
Население коммуны на 2010 год составляло 807 человек.
| 1962 | 1968 | 1975 | 1982 | 1990 | 1999 | 2010 |
| ---- | ---- | ---- | ---- | ---- | ---- | ---- |
| 362  | 345  | 614  | 697  | 754  | 745  | 807  |

## Экономика
В 2010 году среди 585 человек трудоспособного возраста (15—64 лет) 348 были экономически активными, 237 — неактивными (показатель активности — 59,5 %, в 1999 году было 71,1 %). Из 348 активных жителей работали 326 человек (166 мужчин и 160 женщин), безработных было 22 (17 мужчин и 5 женщин). Среди 237 неактивных 160 человек были учениками или студентами, 48 — пенсионерами, 29 были неактивными по другим причинам.